# Notiosorex crawfordi
Notiosorex crawfordi е вид бозайник от семейство Земеровкови (Soricidae).

## Разпространение
Видът е разпространен в Мексико и САЩ (Аризона, Калифорния, Колорадо, Ню Мексико, Оклахома и Тексас).